# George Baker
För musikern, se George Baker (musiker).
George Baker, född 1 april 1931 i Varna, Bulgarien, död 7 oktober 2011 i West Lavington, Wiltshire, var en brittisk skådespelare. 
Han var främst känd som Kommissarie Wexford i deckarserien med samma namn efter Ruth Rendells böcker. Han medverkade även i serier som Jag, Claudius och som genealogen Sir Hilary Bray i James Bond-filmen I hennes majestäts hemliga tjänst.

## Filmografi
- The Intruder (1953)
- The Woman for Joe (1955)
- The Ship that Died of Shame (1955)
- The Dam Busters (1955)
- The Extra Day (1956)
- The Feminine Touch (1956)
- A Hill in Korea (1956)
- These Dangerous Years (1957)
- No Time for Tears (1957)
- The Moonraker (1958)
- Tread Softly Stranger (1958)
- Lancelot and Guinevere (1963)
- The Finest Hours (1964)
- Curse of the Fly (1965)
- Mister Ten Per Cent (1967)
- Justine (1969)
- Goodbye, Mr. Chips (1969)
- I hennes majestäts hemliga tjänst (1969)
- John Shay avrättaren (1970)
- A Warm December (1973)
- Three for All (1975)
- Intimate Games (1975)
- Älskade spion (1977)
- The Thirty Nine Steps (1978)
- North Sea Hijack (1979)
- Hopscotch (1980)
- Time After Time (1986)
- Out of Order (1987)
- For Queen & Country (1988)
- Back to the Secret Garden (2001)
- Parineeta (2005)